# Torre de Shukhov

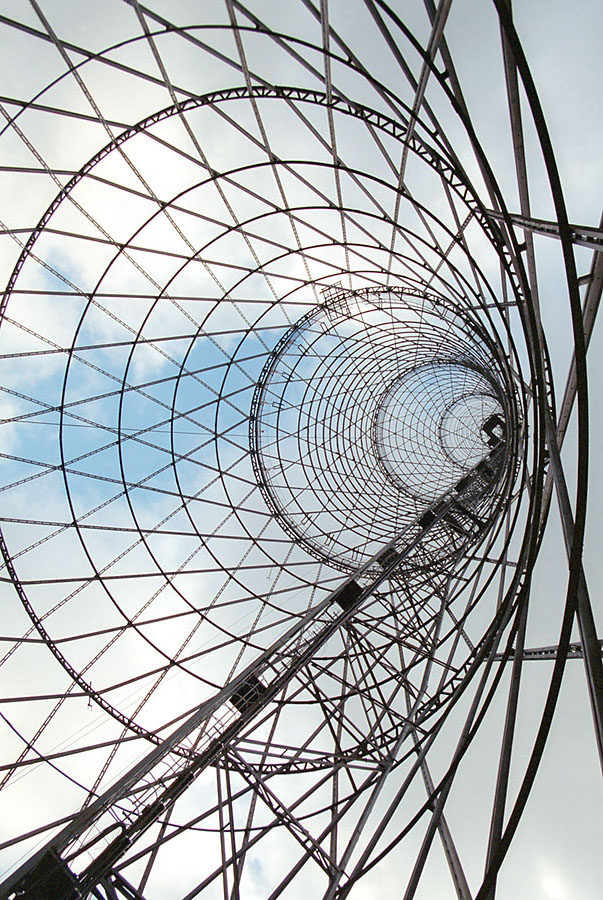
Torre de Shukhov, Moscovo

A Torre de Shukhov, também conhecida como Torre Shabolovka ("Шуховская башня" em russo) é uma armação de aço independente de 160 metros de altura de torres de hiperboloide em Moscovo, que foi construída entre 1920 e 1922 como uma torre de transmissão da companhia emissora russa.

## Galeria de fotos

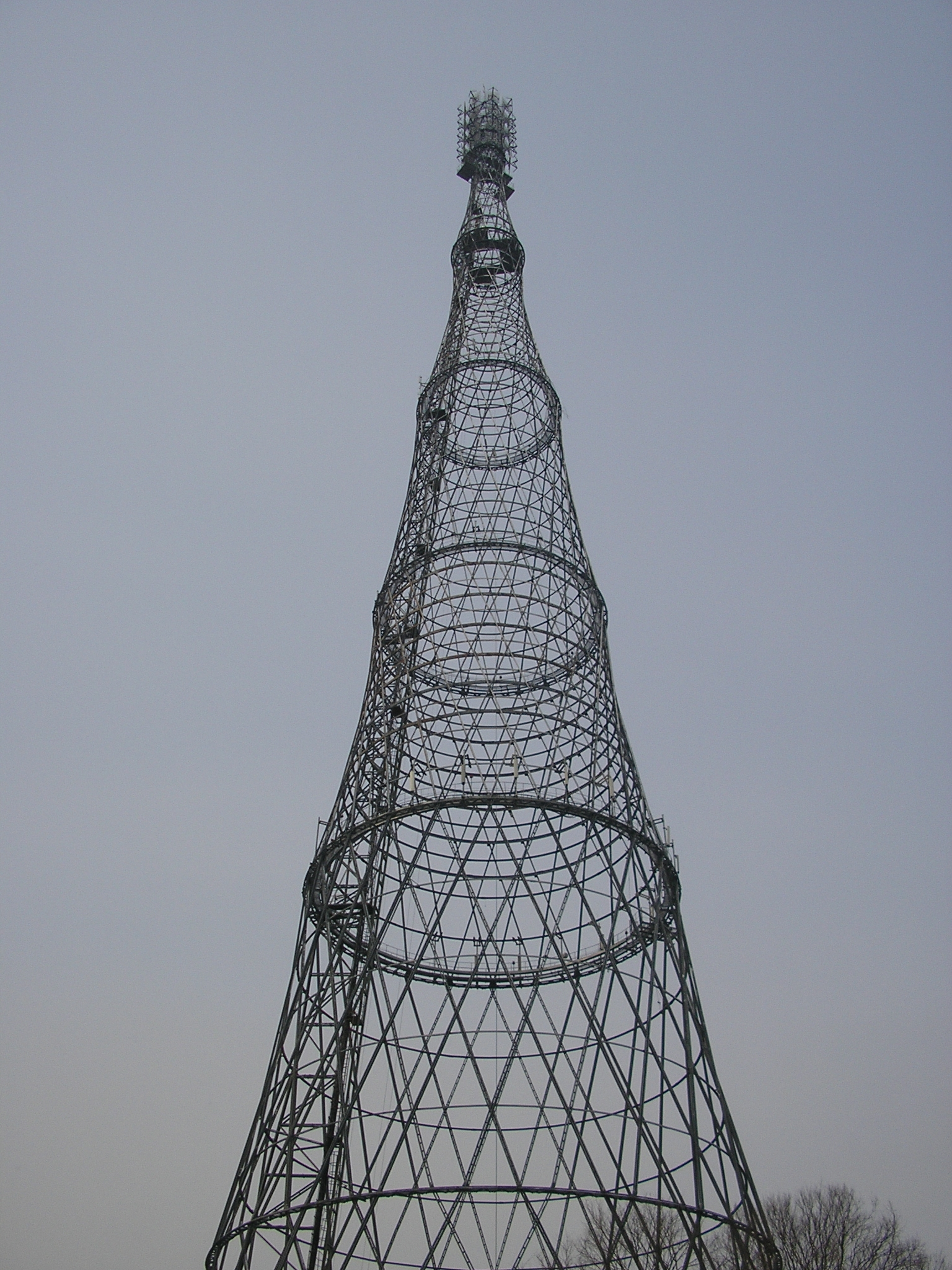
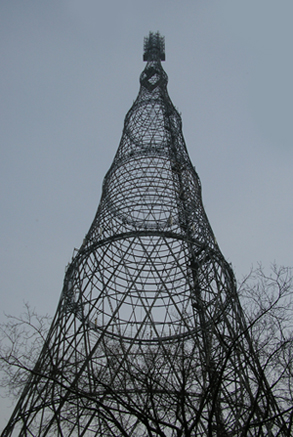
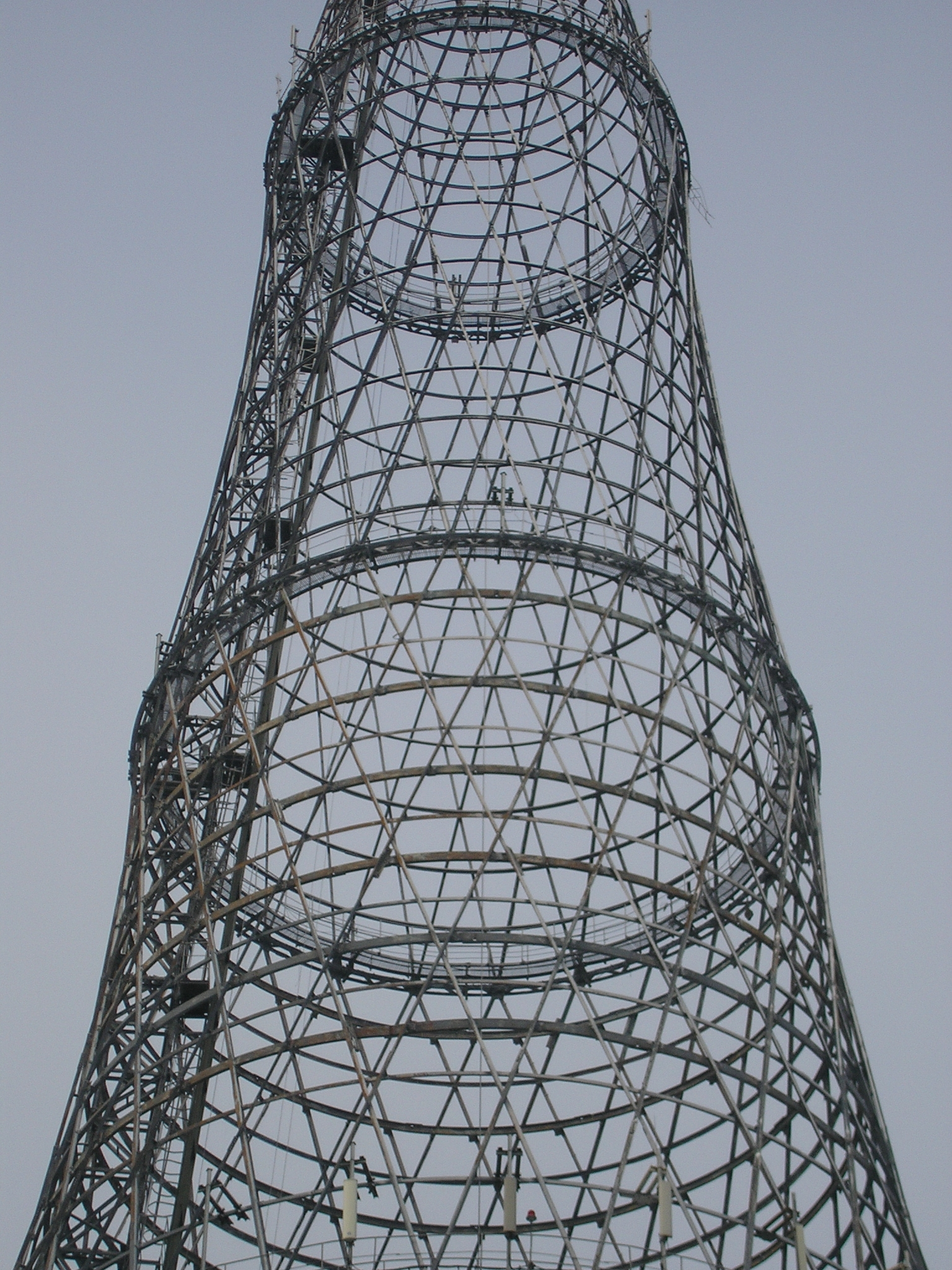
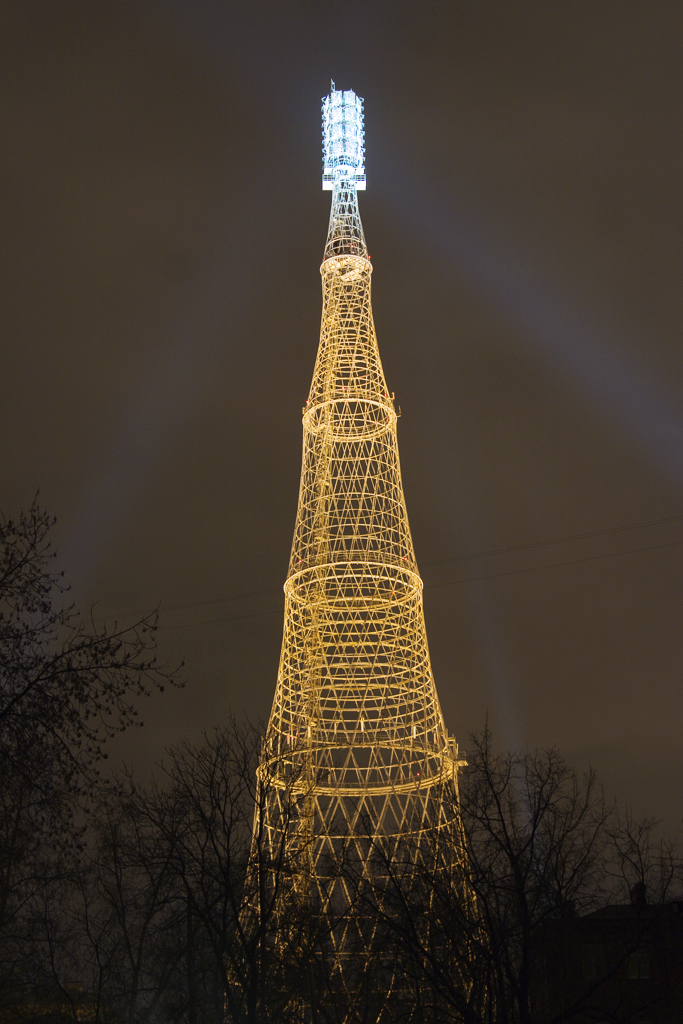
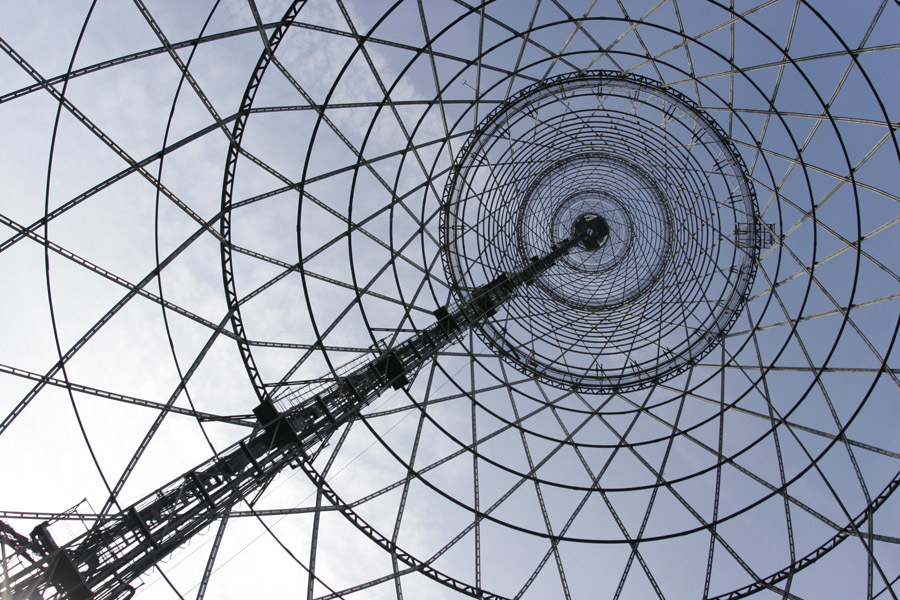
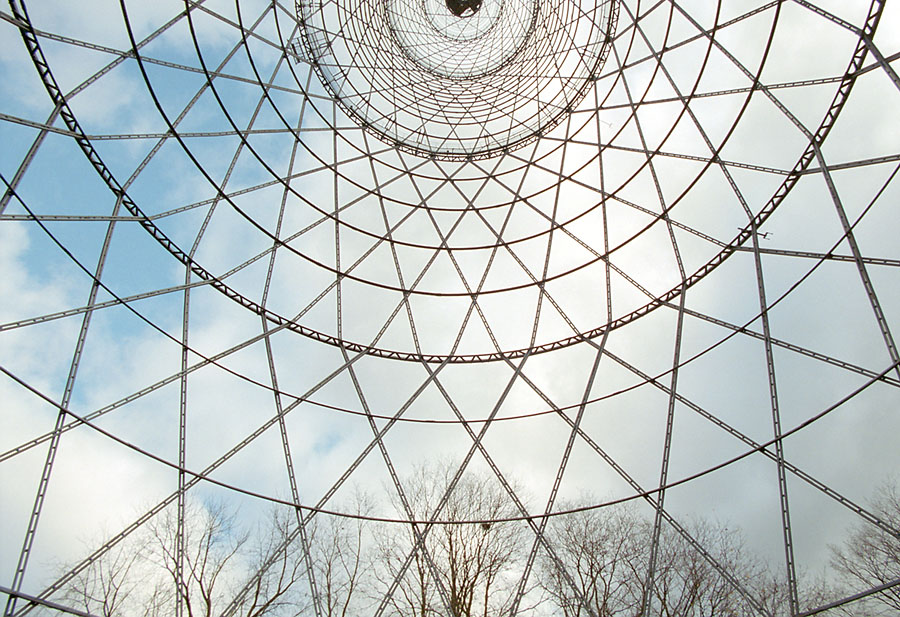
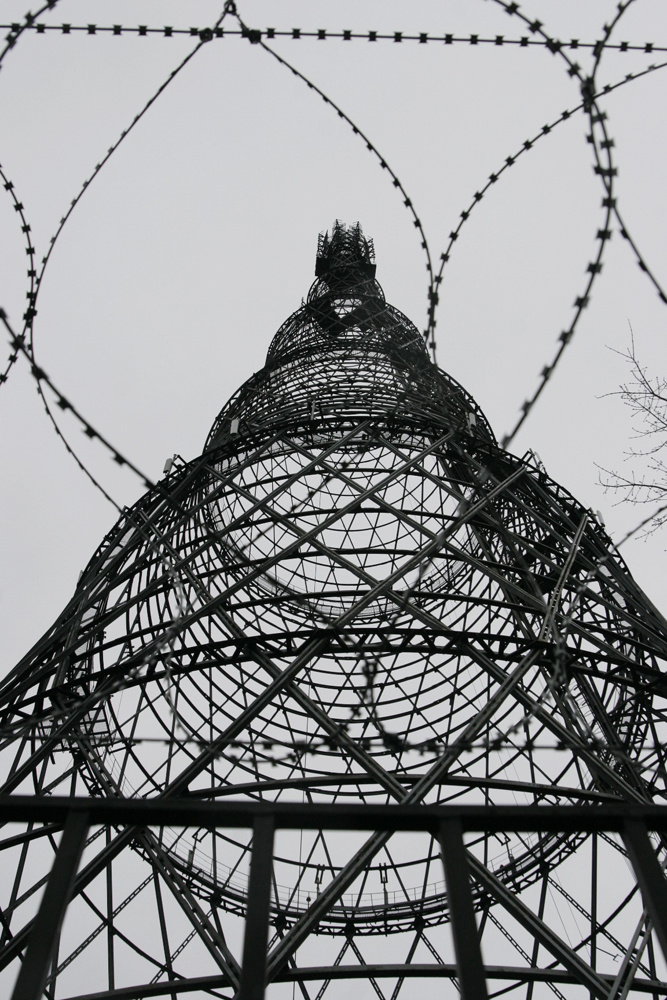
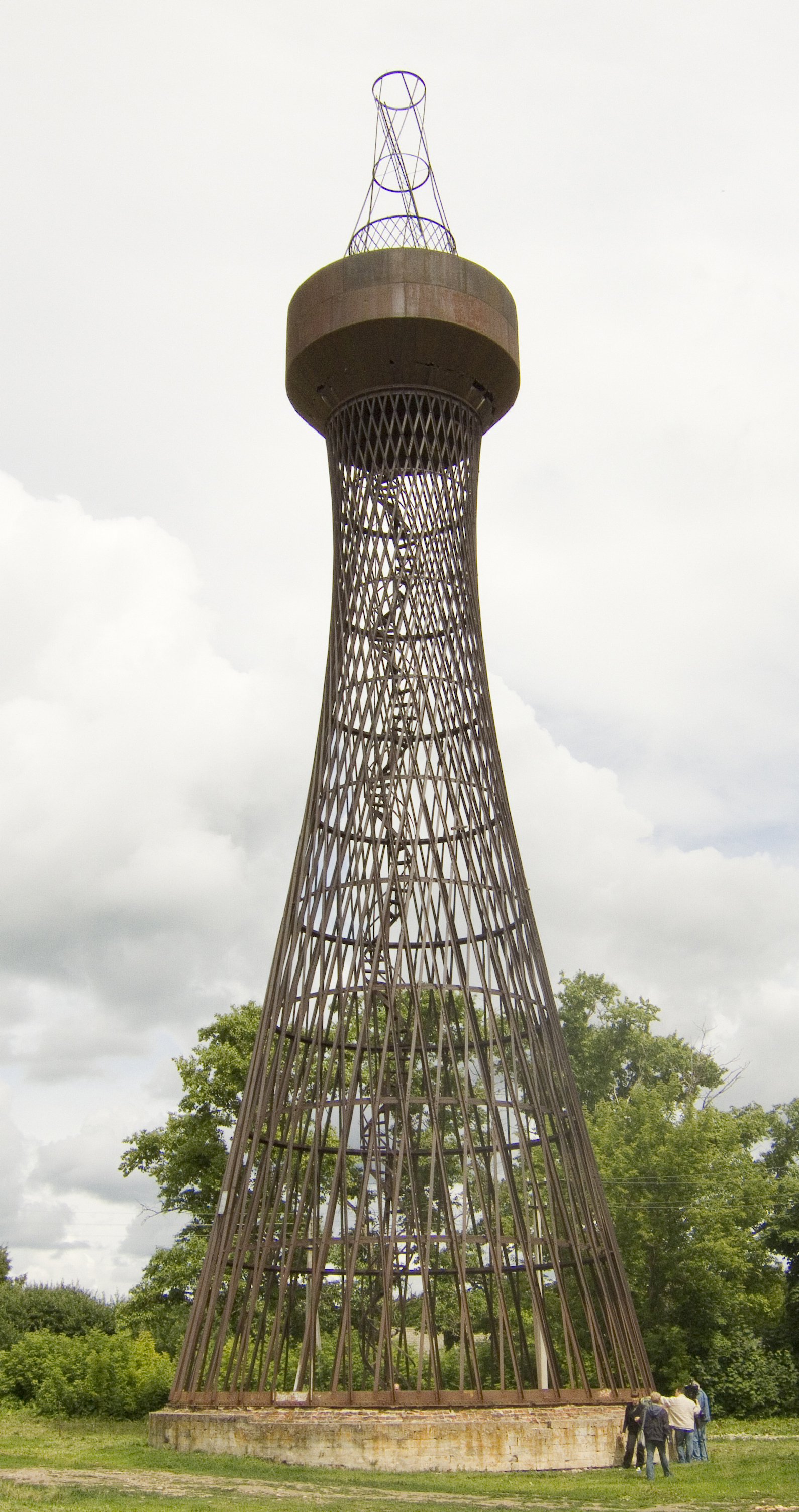